# トヨタ・A25A-FKS
トヨタ・A25A-FKSは、豊田自動織機が製造するトヨタ自動車の自動車用エンジンの内の一つ。初搭載は、2017年7月発売のカムリ北米仕様。Fは実用DOHC、Kはコンベンショナル（非ハイブリッド）ガソリン車用ミラーサイクル、Sは筒内噴射を意味している。

## 概要
直列4気筒2,500cc横置きDOHC16バルブ自然吸気ガソリンエンジンで、同じく2,500cc、直列4気筒DOHC16バルブガソリンエンジン2AR-FEの後継にあたるガソリン車用エンジン。
トヨタ自動車はTNGAを推進しており、初めてのTNGA設計のコンベンショナルエンジン（ガソリン車用エンジン）が本機である。新開発直噴インジェクタ搭載によりダイナミックフォースエンジンと謳っている。また、基本構造を刷新し、従来の2AR-FEエンジンと比べ、低燃費、高い動力・環境性能を備える。
新たにVVT-iを搭載することによりレスポンスを向上し、高出力化した上で、最大熱効率が（ピンポイントでの達成ではなく広く深くの燃費率を確保した結果として）40%に達する次世代エンジンともいえる。

## 搭載車種
- カムリ（北米向けのみ）
- RAV4（5代目）（北米向けのみ）
- アバロン（AWD）（北米向けのみ）
- レクサス ES250（AWD）（北米向けのみ）
- レクサス NX250（AAZA2#）

## 系譜
- エンジン型式一覧の自動車用エンジンの系譜を参照。